# Réserve naturelle de Hopen

Carte de Hopen nature de la réserve par rapport à d'autres réserves naturelles (violet) et le parc national (en vert) dans le Svalbard

Hopen naturreservat est une réserve naturelle située au Svalbard créée le 26. septembre 2003 et quicomprend principalement l'île de Hopen et ses alentours. L'Aire protégée pour la réserve naturelle comprend une superficie totale d'environ 3 208 kilomètres carrés, dont 46 kilomètres carrés de superficie. La protection inclut l'ensemble de l'île, à l'exception d'une petite zone autour de l'institut Météorologique de la station, ainsi que les eaux territoriales autour. En 2011, la réserve est désignée comme un site ramsar.
Hopen a une forme allongée, l'île située au sud-est de Edgeøya. Le but de la protection est de préserver une île pratiquement intacte de l'arctique avec les eaux adjacentes, y compris les fonds marins.
Hopen est une importante aire de migration pour les ours polaires. Hopen est également très important pour les oiseaux, et se trouve sur la liste de BirdLife International comme un des lieux les plus importants en Europe. Sur l'île il y a plusieurs falaises qui sont importants pour le guillemot à miroir et la mouette tridactyle. Les eaux autour de l'île sont également considérés comme des habitats clés pour les morses en l'hiver.